# Jiangxi International Women's Tennis Open 2019 - Qualificazioni singolare
Le qualificazioni del singolare femminile del Jiangxi International Women's Tennis Open 2019 sono state un torneo di tennis preliminare per accedere alla fase finale della manifestazione. Le vincitrici dell'ultimo turno sono entrate di diritto nel tabellone principale. In caso di ritiro di una o più giocatrici aventi diritto a queste sono subentrati le lucky loser, ossia le giocatrici che hanno perso nell'ultimo turno ma che avevano una classifica più alta rispetto alle altre partecipanti che avevano comunque perso nel turno finale.

## Teste di serie
1. Jaqueline Cristian (qualificata)
2. Xu Shilin (primo turno)
3. Ma Shuyue (primo turno)
4. Kaylah McPhee (ultimo turno)
5. Jaimee Fourlis (primo turno)
6. Urszula Radwańska (ultimo turno)

1. Jana Fett (qualificata)
2. Peangtarn Plipuech (qualificata)
3. Gréta Arn (qualificata)
4. Anna Danilina (qualificata)
5. Giuliana Olmos (qualificata)
6. Sun Ziyue (ultimo turno)

## Qualificate
1. Jaqueline Cristian
2. Giuliana Olmos
3. Peangtarn Plipuech

1. Gréta Arn
2. Jana Fett
3. Anna Danilina

## Tabellone

### Sezione 1
|  | Primo turno | Primo turno        | Primo turno        | Primo turno | Primo turno |  |  | Ultimo turno | Ultimo turno       | Ultimo turno       | Ultimo turno | Ultimo turno |  |
|  |             |                    |                    |             |             |  |  |              |                    |                    |              |              |  |
|  | 1           | Jaqueline Cristian | Jaqueline Cristian | 7           | 6           |  |  |              |                    |                    |              |              |  |
|  | WC          | Zheng Wushuang     | Zheng Wushuang     | 5           | 0           |  |  | 1            | Jaqueline Cristian | Jaqueline Cristian | 6            | 6            |  |
|  |             | Jacqueline Cako    | Jacqueline Cako    | 1           | 0           |  |  | 12           | Sun Ziyue          | Sun Ziyue          | 3            | 3            |  |
|  | 12          | Sun Ziyue          | Sun Ziyue          | 6           | 6           |  |  |              |                    |                    |              |              |  |

### Sezione 2
|  | Primo turno | Primo turno        | Primo turno        | Primo turno | Primo turno |  |  | Ultimo turno | Ultimo turno       | Ultimo turno       | Ultimo turno | Ultimo turno |  |
|  |             |                    |                    |             |             |  |  |              |                    |                    |              |              |  |
|  | 2           | Xu Shilin          | Xu Shilin          | 4           | 4           |  |  |              |                    |                    |              |              |  |
|  |             | Emily Webley-Smith | Emily Webley-Smith | 6           | 6           |  |  |              | Emily Webley-Smith | Emily Webley-Smith | 1            | 5            |  |
|  |             | Eden Silva         | Eden Silva         | 4           | 3           |  |  | 11           | Giuliana Olmos     | Giuliana Olmos     | 6            | 7            |  |
|  | 11          | Giuliana Olmos     | Giuliana Olmos     | 6           | 6           |  |  |              |                    |                    |              |              |  |

### Sezione 3
|  | Primo turno | Primo turno        | Primo turno        | Primo turno | Primo turno |  |  | Ultimo turno | Ultimo turno       | Ultimo turno | Ultimo turno | Ultimo turno |  |
|  |             |                    |                    |             |             |  |  |              |                    |              |              |              |  |
|  | 3           | Ma Shuyue          | Ma Shuyue          | 4           | 4           |  |  |              |                    |              |              |              |  |
|  | WC          | Yang Yidi          | Yang Yidi          | 6           | 6           |  |  | WC           | Yang Yidi          | 2            | 6            | 2            |  |
|  |             | Sun Xuliu          | Sun Xuliu          | 4           | 2           |  |  | 8            | Peangtarn Plipuech | 6            | 1            | 6            |  |
|  | 8           | Peangtarn Plipuech | Peangtarn Plipuech | 6           | 6           |  |  |              |                    |              |              |              |  |

### Sezione 4
|  | Primo turno | Primo turno   | Primo turno   | Primo turno | Primo turno |  |  | Ultimo turno | Ultimo turno  | Ultimo turno  | Ultimo turno | Ultimo turno |  |
|  |             |               |               |             |             |  |  |              |               |               |              |              |  |
|  | 4           | Kaylah McPhee | Kaylah McPhee | 6           | 7           |  |  |              |               |               |              |              |  |
|  |             | Mana Ayukawa  | Mana Ayukawa  | 1           | 5           |  |  | 4            | Kaylah McPhee | Kaylah McPhee | 6(0)         | 68           |  |
|  | WC          | Zhang Ying    | Zhang Ying    | 2           | 2           |  |  | 9            | Gréta Arn     | Gréta Arn     | 7            | 7            |  |
|  | 9           | Gréta Arn     | Gréta Arn     | 6           | 6           |  |  |              |               |               |              |              |  |

### Sezione 5
|  | Primo turno | Primo turno     | Primo turno     | Primo turno | Primo turno |  |  | Ultimo turno | Ultimo turno    | Ultimo turno    | Ultimo turno | Ultimo turno |  |
|  |             |                 |                 |             |             |  |  |              |                 |                 |              |              |  |
|  | 5           | Jaimee Fourlis  | 6               | 5           | 4           |  |  |              |                 |                 |              |              |  |
|  |             | Aldila Sutjiadi | 4               | 7           | 6           |  |  |              | Aldila Sutjiadi | Aldila Sutjiadi | 2            | 4            |  |
|  |             | Sofia Shapatava | Sofia Shapatava | 4           | 2           |  |  | 7            | Jana Fett       | Jana Fett       | 6            | 6            |  |
|  | 7           | Jana Fett       | Jana Fett       | 6           | 6           |  |  |              |                 |                 |              |              |  |

### Sezione 6
|  | Primo turno | Primo turno       | Primo turno       | Primo turno | Primo turno |  |  | Ultimo turno | Ultimo turno      | Ultimo turno | Ultimo turno | Ultimo turno |  |
|  |             |                   |                   |             |             |  |  |              |                   |              |              |              |  |
|  | 6           | Urszula Radwańska | Urszula Radwańska | 7           | 6           |  |  |              |                   |              |              |              |  |
|  |             | Alexa Guarachi    | Alexa Guarachi    | 62          | 2           |  |  | 6            | Urszula Radwańska | 7            | 2            | 3            |  |
|  | WC          | Guo Shanshan      | 5                 | 6           | 4           |  |  | 10           | Anna Danilina     | 5            | 6            | 6            |  |
|  | 10          | Anna Danilina     | 7                 | 2           | 6           |  |  |              |                   |              |              |              |  |